# Ислам в Испании

Тайфы около 1080 г.

Ислам был одной из ведущих религий в землях средневековой Испании Аль-Андалус, которой правили арабские эмиры, их берберские наместники, а также пленные наёмники различного, в том числе славянского, происхождения. В период расцвета ислама на территории современной Испании (IX—X веков) был относительно высокий уровень развития науки и культуры. Ислам стал настолько престижным, что многие иберо-римляне переходили в ислам и даже использовали арабскую вязь для записи своего романского (так называемого мосарабского) языка. Феодальная раздробленность (тайфа) и междоусобицы, нарастание межэтнических противоречий вплоть до военных столкновений между арабами и берберами, и идеологоческих противоречий различных исламских сект и течений, привели к ослаблению Андалусии, чем воспользовались христианские королевства севера для отвоевания полуострова — Реконкисты. Последнее исламское государство на юге Испании — Гранадский эмират — пало лишь в 1492 году. На землях, отвоёванных христианами, оставалось значительное число мусульман. Многие мусульмане официально (как правило, насильно) были вынуждены принять христианство. В Кастилии их называли «мориски», то есть — маленькие мавры, «мавричишки». Равноправие, обещанное им христианскими королями в момент завоевания, при условии принятия христианства, продолжалось недолго. Вскоре начались преследования. В течение столетия их обвиняли в основном в отступничестве от христианства, а также во всех смертных грехах, начиная от экономической успешности и кончая отравлением колодцев. Мориски вместе с остатками мавров были изгнаны из страны около 1610 года.

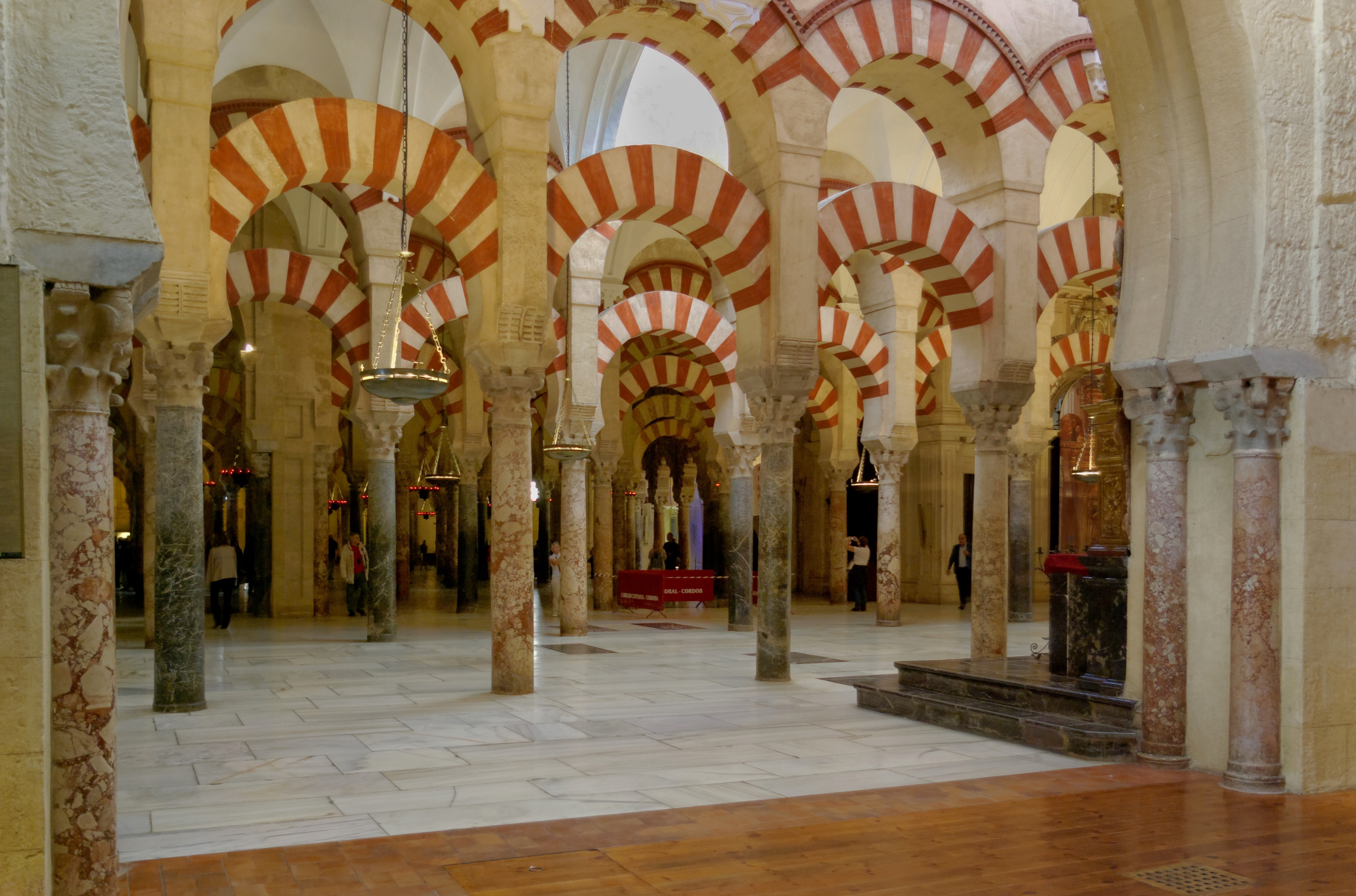
Большая мечеть Кордовы, после Реконкисты превращённая в церковь

Мусульмане оставили значительныe следы в жизни, быту, культуре, традициях народов современной Испании. С конца XX века в страну также переселилось свыше полумиллиона выходцев из стран Северной Африки, особенно из Марокко. Среди легальных и нелегальных иммигрантов немало активных исламистов.

## Ислам сегодня
Сегодня ислам интенсивно распространяется в Испании за счёт притока иммигрантов из Марокко, Сирии, Ливана, Ирака, Бангладеш, Индии и Пакистана. В Испании сегодня проживает более миллиона мусульман, подавляющее большинство которых являются иммигрантами и их потомками. По общим оценкам от 20,000 до 50,000 испанцев приняли ислам, и большинство из них проживают в Андалузии. Первая мечеть в Испании с тех времён, как мавры были изгнаны из Испании в 1492 году, была возведена в 1982 году.
На 2024 год в Испании проживает 2,5 млн мусульман, которые составляют 5,32% от общего числа населения. Число новообращённых увеличилось в 10 раз за последние три десятилетия.

### Автономные города
В автономных городах Сеута и Мелилья, окружённых территорией Марокко, первые мусульманские поселенцы снова появились в конце 1880-х годов. В основном это были наёмные рабочие из Марокко (в Сеуте — марроканcкие арабы; в Мелилье — арабы, а затем берберы из окружающих рифских деревень). Число мусульман в этих городах значительно увеличилось после аннексии северного Марокко Испанией, когда между городами и Испанским Марокко исчезли погранпосты. В 2005 г. мусульмане составляют 37,8 % населения Сеуты и 39,8 % населения Мелильи. При этом в последней доля новорожденных мусульман к общему числу рождений в 2011 году достигла 75 %. Это может значить что в ближайшие двадцать лет Мелилья может стать первым городом в современной Испании, большинство жителей которого исповедуют ислам.